# Kulkija
Kulkija – dziesiąty album studyjny folk metalowego zespołu Korpiklaani wydany 7 września 2018 roku przez wytwórnię Nuclear Blast.

## Lista utworów
1. „Neito” – 3:52
2. „Korpikuusen kyynel” – 4:07
3. „Aallon alla” – 4:05
4. „Harmaja” – 5:08
5. „Kotikonnut” – 4:23
6. „Korppikalliota” – 5:38
7. „Kallon malja” – 9:46
8. „Sillanrakentaja” – 6:44
9. „Henkselipoika” – 3:56
10. „Pellervoinen” – 3:19
11. „Riemu” – 5:15
12. „Kuin korpi nukkuva” – 3:56
13. „Juomamaa” – 3:49
14. „Tuttu on tie” – 7:22